# لا أحد يخرج حيا
لا أحد يخرج حيًا (بالإنجليزية: No One Gets Out Alive)‏هو فيلم رعب بريطاني صدر عام 2021 من إخراج سانتياجو مينجيني، وسيناريو جون كروكر وفرناندا كوبل، ومستوحى بشكل فضفاض من رواية تحمل نفس الاسم للكاتب آدم نيفيل (2014). الفيلم من بطولة كريستينا رودلو ومارك مينشاكا، وتم إصداره في 29 سبتمبر 2021 عبر منصة نتفليكس.

## قصة فيلم
تدور قصة الفيلم حول أمبار، مهاجرة غير شرعية تنتقل إلى كليفلاند، أوهايو، بعد وفاة والدتها، وتعيش بمدخراتها من خلال وظيفة غير قانونية. في بحثها عن سكن، تجد منزلًا متهالكًا يديره ريد، حيث تبدأ أمبار في تجربة أحداث غريبة ورؤى مخيفة. تكتشف لاحقًا أن ريد وشقيقه بيكر متورطان في طقوس تضحية قديمة تهدف لإطعام كائن غريب يعيش في صندوق حجري في قبو المنزل. تتصاعد الأحداث عندما تجد أمبار نفسها مهددة بالقتل ضمن هذه الطقوس. تواجه الكائن الشبيه بالعثة، الذي يُعتبر إلهة أزتيك، وتتغلب عليه عبر مواجهة ماضيها الشخصي وتضحية ريد.

## روابط خارجية
- لا أحد يخرج حيًا على موقع IMDb (الإنجليزية)
- لا أحد يخرج حيًا على موقع نتفليكس (الإنجليزية)
- لا أحد يخرج حيًا على موقع فيلمافينيتي (الإسبانية)
- لا أحد يخرج حيًا على موقع قاعدة بيانات الفيلم (الإنجليزية)
- لا أحد يخرج حيًا على موقع ليتربوكسد (الإنجليزية)
- لا أحد يخرج حيًا على موقع كينوبويسك (الروسية)